# Audi A2H2

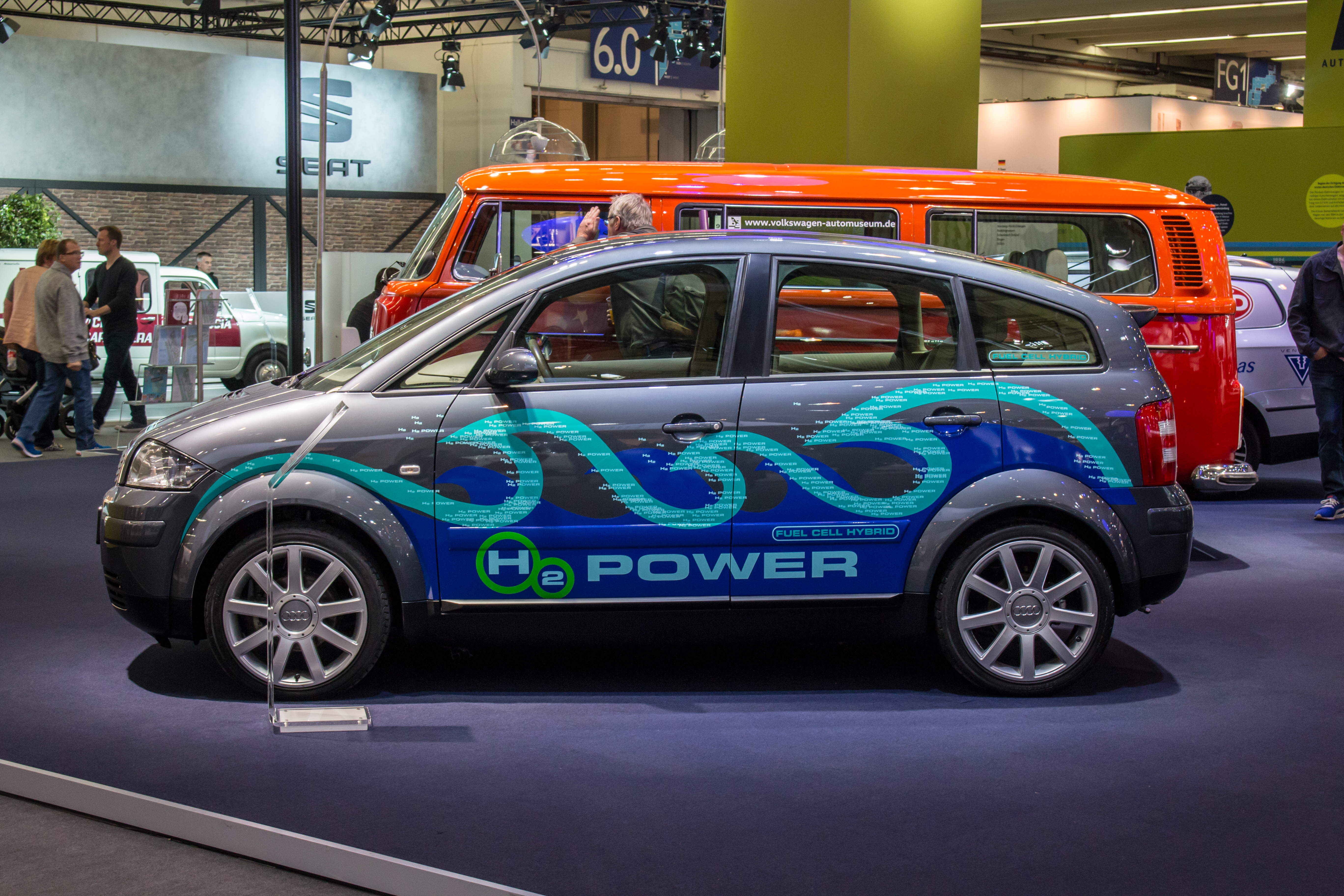
Audi A2H2 auf der Techno-Classica 2018

Der Audi A2H2 ist ein auf dem Audi A2 basierender Prototyp eines Wasserstoff-Brennstoffzellenfahrzeugs, der 2004 vorgestellt wurde.
Das Fahrzeug wird mit Wasserstoff betrieben, der in Drucktanks mit 350 bar gelagert wird. Eine Polymerelektrolytbrennstoffzelle mit einer Leistung von 66 kW liefert die Energie für einen Elektromotor mit 110 kW (150 PS). Diese hohe Spitzenleistung wird durch einen 38 kW leistenden NiMH-Akku realisiert, der als Puffer dient. Die Fahrleistungen liegen im üblichen Bereich von Wasserstoff-Fahrzeugen dieser Generation: Die Reichweite beträgt mit drei Druckgastanks (1,8 kg bei 350 bar) ca. 220 km und das Fahrzeug beschleunigt in 10 s von 0 auf 100 km/h. Die Höchstgeschwindigkeit liegt bei serientypischen 175 km/h.